# 齐格弗里德·卡格-埃勒特
齐格弗里德·卡格-埃勒特（德語：Sigfrid Karg-Elert，1877年11月21日—1933年4月9日），德国作曲家，管风琴家。早年在莱比锡音乐学院学习，后来留校任教，并在欧美各地巡回演出弹奏管风琴和簧风琴。他以对各种键盘乐器和管乐器的深入掌握而知名，作品继承了巴赫风格，同时也受到德彪西和斯克里亚宾的影响，具有结构复杂，色彩丰富，效果辉煌的特点。
卡格-埃勒特原姓卡格（Karg），但由于此字在德语中意为“贪婪”，后来应经纪人之要求便加上意为“灵敏”的“Elert”。